# Bernd Clüver
Bernd Gerhard Clüver, né le 10 avril 1948 à Hildesheim et mort le 28 juillet 2011 à Palma de Majorque, est un chanteur allemand de schlager.

## Biographie
Après son Abitur et son service militaire, il étudie pendant cinq ans le droit à l'université de Heidelberg. D'un autre côté, il s'intéresse à la musique. Sa carrière commence par un télé-crochet sur Südwestfunk en 1971 à Berlin. En septembre 1971, il signe un contrat avec Hansa Records. Avec le titre Sie kommt wieder, il atteint le Hit-Parade (ZDF) en mai 1972. Le 20 janvier 1973, sort Der Junge mit der Mundharmonika qui devient numéro 1 des ventes. Il s'agit d'une reprise d'une adaptation de la chanson de Micky, El Chico De La Armónica, sortie l'année précédente. Il est aussi numéro 1 la même année avec le titre Der kleine Prinz. À l'apogée de sa carrière, il joue dans le film musical Zwei im siebenten Himmel.
En octobre 1976, il sort Mike und sein Freund, une reprise de Under One Roof des Rubettes, qui est la première chanson schlager à évoquer l'homosexualité. Malgré son succès, elle ne peut passer ni dans le Hit-Parade ni dans d'autres émissions. Par ailleurs, Bernd Clüver explique souvent dans ses interviews qu'il n'est pas homosexuel.
Il participe par deux fois au concours de sélection pour l'Eurovision : en 1983, il écrit Mit 17 avec Dieter Bohlen, et en 1985 avec Der Wind von Palermo.
Dans l'ensemble, il a publié 17 albums et vendu plus de 10 millions de disques. Outre sa carrière de chanteur, il est aussi animateur pour la télévision.
Clüver fait un premier mariage avec le mannequin Ute Kittelberger. Plus tard, il épouse Anja Hörnich (de), Miss Allemagne 1986, et vit entre Llucmajor et Westerstede. Le couple se sépare en mars 2011.
Le 28 juillet 2011, Bernd Clüver meurt dans une chute d'escalier sur l'île de Majorque . Ses cendres sont répandues en mer du Nord.

## Source, notes et références
1. ↑  « Bernd Clüver », sur hitparade.ch (consulté le 25 avril 2023).
2. ↑  Treppensturz: Schlagerstar Bernd Clüver stirbt auf Mallorca, mallorcazeitung.es, abgerufen am 28. Juli 2011
3. ↑  (de) « Seebestattung : Bernd Clüver findet letzte Ruhe auf hoher See », sur stern.de, 23 août 2011 (consulté le 16 août 2020).

- (de) Cet article est partiellement ou en totalité issu de l’article de Wikipédia en allemand intitulé « Bernd Clüver » (voir la liste des auteurs).